# Erik Mykland
Erik Mykland (født 21. juli 1971), tidligere norsk fodboldspiller, der blandt andet har spillet for FC København og Panathinaikos. Han blev kendt som Myggen, på grund af hans målfejringer, hvor han baskede rundt med armene som en myg.

## Spillerkarriere

### IK Start
Født i Risør startede han med at spille ungdomsfodbold for Risør FK. I 1989 startede han for Bryne FK blot for at føje sig til IK Start samme sæson for 60.000NOK eller ca. 56.000 danske kroner. Han debuterede senere det år mod Moss FK på Mellø Stadion. Start sluttede det år på 9. pladsen i 1. divisjon. I 1990 vandt Mykland prisen som årets midtbanespiller i Norge og fik også debut på det norske fodboldlandshold. Start sluttede sæsonen på en 3. plads. I 1992 blev han kåret til Norges bedste fodboldspiller, og tre år senere blev han udlejet til Utrecht hvor han spillede 9 kampe.

### Udlandsophold
Efter at rykke ned i adeccoligaen med IK Start valgte Mygland at slutte sig til FC Linz i Østrig. Samme år valgte filmproducenten Thomas Robsahm at optage en film der fulgte Erik Mygland over en hel sæson, filmen blev navngivet "Myggen". Efter en enkelt sæson i FC Linz blev han solgt til den græske storklub Panathinaikos. Her var han i 3 sæsoner før han endte i 1860 München.

 Han spillede en enkelt sæson i 1860 München og var halvejs inde i 2. sæson da han ragede sig uklar med træneren  og måtte se sig sat af holdet.
I januar 2002 skrev han en 2½ år lang kontrakt med FC København, hvor han hurtigt blev populær for sin arbejdsomhed. I juni 2004 trak Erik Mykland sig tilbage fra fodbolden efter at være ude med skader i næsten et helt år. To år senere optrådte han i en opvisningskamp mod tidligere argentinske stjerner som Diego Maradona, Claudio Canigga og Matías Almeyda. I juni 2007 hjalp han med at starte en fodboldskole op i sin barndomsby Risør.

### Comeback
Den 9. juli 2008 annoncerede Mykland sit tilbagetog til fodbolden for IK Start, der på daværende tidspunkt stadig hørte til adeccoligaen. Mindre end et år senere, i juni 2009 trak Mykland sig atter tilbage efter kun 9 kampe for IK Start. Kort tid efter ombestemte han sig endnu en gang og startede for Drammen FK, her spillede han dog kun en kamp før han trak sig tilbage definitivt i en alder af 38 år.

## Skandaler
Erik Mykland har været involveret i flere kontroversielle situationer gennem sin 20 år lange fodboldkarriere. Bl.a. fandt Ekstrabladet i 2003 Erik Mykland fuld uden for Cafe Rust, her spurgte han forbipasserende om de ville lægge arm. Dette var kun tre dage før FC Københavns forårspremiere. I 2008 indrømmede han også, at han over flere år havde været stofmisbruger. Han har endvidere været indblandet i flere sager om drukture i landsholdsammenhæng.